# Setlutlu
Setlutlu je bila kraljica kao supruga kralja Sebetwanea, poglavice plemena Makololo. Znana je i kao Masekeletu.

## Biografija
Sebetwane je isprva namijenio Setlutlu za ženu čovjeku zvanom Lechae. Poslije se Sebetwane oženio Setlutlu. Rodila mu je sina Sekeletua, koji je postao kralj.
David Livingstone je sreo kraljicu kod mjesta Naliele.
Setlutlu je bila baka princa Litalija.